# Greg Marinovich

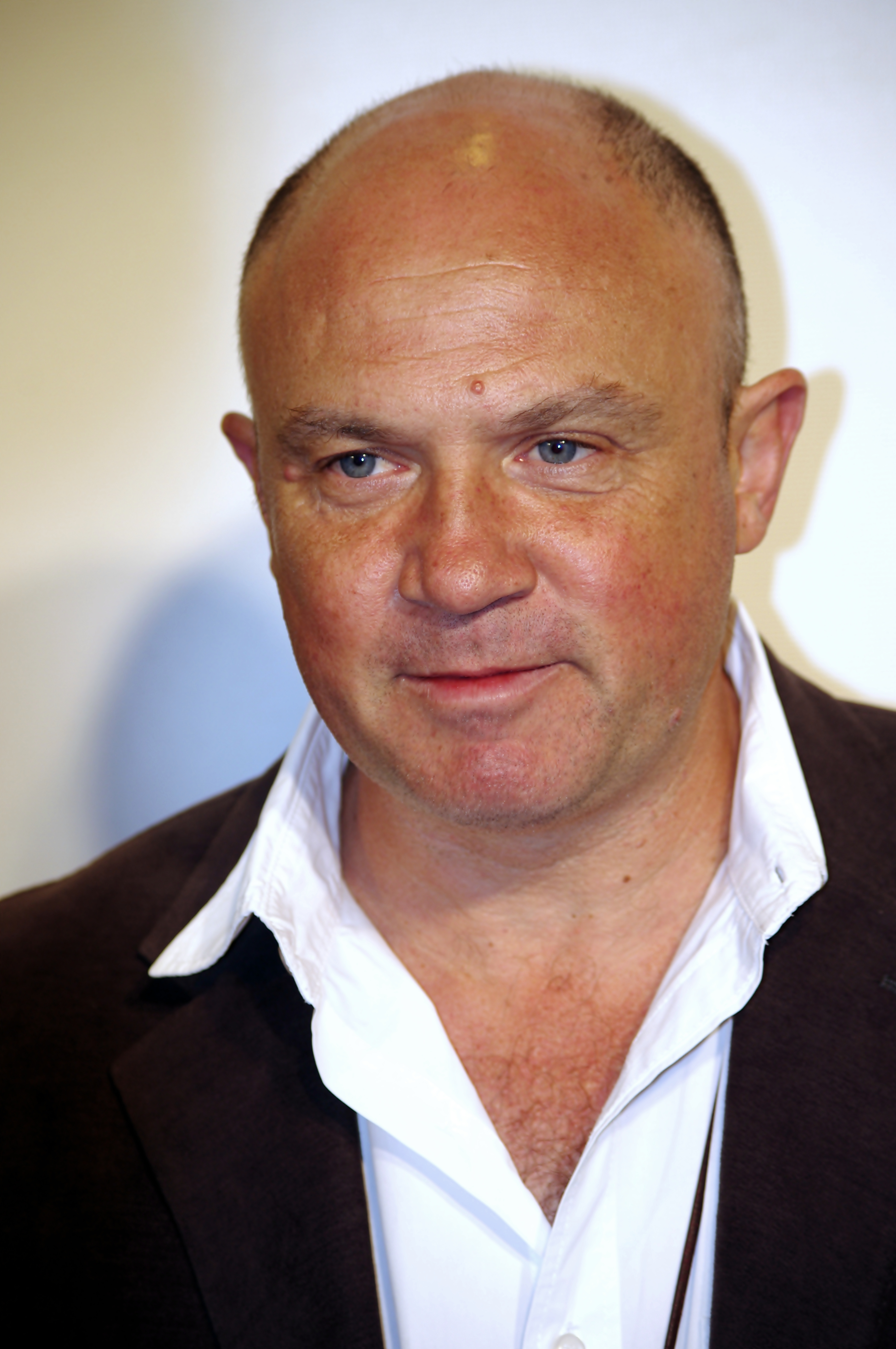
Greg Marinovich

Greg Marinovich (1962) is een Zuid-Afrikaans fotograaf en winnaar van de Pulitzerprijs.

## Biografie
Hij was een fotograaf gedurende de apartheid en het democratiseringsproces in Zuid-Afrika. Samen met drie bevriende fotografen vormde hij The Bang Bang Club. Tijdens de eerste verkiezingen na de apartheid in 1994 werd zijn collega Ken Oosterbroek gedood en Marinovich zelf zwaargewond. Fotograaf James Nachtwey was hier getuige van en nam ook foto's. 
Marinovich is ook co-auteur van het boek The Bang Bang Club dat in 2000 uitkwam en in 2010 werd verfilmd (The Bang Bang Club).

## Eerbetoon[1]
- 1990 - Leica Award
- 1990 - Visa d'Or Scoop Award
- 1991 - Pulitzerprijs
- 1991 - Overseas Press Club
- 1994 - United Nations award of Recognition for Services to Humanity
- 1995 - Mondi Award van Magazine Photography
- 2007 - Diageo Business photography
- 2007 - Vodacom Journalist of the Year, fotografie
- 2009 - Nat Nakasa lifetime award
- 2017 - Alan Paton Award